# Union (Ohio)
Union – miasto w Stanach Zjednoczonych,  w zachodniej części stanu Ohio. Liczba mieszkańców w 2005 roku wynosiła 5950.